# 西南足球协会联赛
西南足球协会联赛（德語：Fußball-Verbandsliga Südwest）是德国足协下属21个州级足球协会之一——德国西南足球协会主办的顶级足球联赛以及德国足球联赛系统中的第六级赛事。该联赛的覆盖范围涉及莱茵兰-普法尔茨州的南部区域。在其之上的联赛级别是莱茵兰-普法尔茨/萨尔足球高级联赛，后者由德国西南地区足球协会主办，并在2011-12赛季前都使用“西南高级联赛”的称谓。西南协会联赛之下则是作为第七级赛事的州级联赛，被划分为西（西普法尔茨、纳厄河流域）、东（前普法尔茨和莱茵黑森地区）两个赛区作赛。
由西南地区足球协会管辖、同处第六级别的3个平行联赛除了规模为16队的西南协会联赛外，还有18队的莱茵兰联赛（莱茵兰-普法尔茨州北部区域）以及18队的萨尔兰联赛。

## 历史
莱茵兰联赛最初是在莱茵黑森、西普法尔茨和前普法尔茨的业余联赛合并后，自1952-53赛季起以“西南业余联赛”的名义成立。它在当时位处西南乙组高级联赛之下，因此成为整个联赛系统中的第三级赛事。这同样适用于当西南地区联赛作为第二级赛事引入之后。
自1974-75赛季起，西南业余联赛成为新设立的德乙联赛的供给赛事，其中西南冠军会与莱茵兰业余联赛及萨尔兰业余联赛的冠军参加升级季后赛，以争夺1个升入德乙联赛南区的名额。
自1978-79赛季起，西南高级联赛（自2012-13赛季起称为“莱茵兰-普法尔茨/萨尔高级联赛”）作为业余足球领域的顶级赛事设立。原西南业余联赛从而更名为“西南协会联赛”，并自此沦为德国第四级赛事。其每届冠军可以直接升入高级联赛。
随着地区联赛作为第三级赛事在1994-95赛季复办，西南协会联赛只能位居德国联赛系统的第五级。而在2008-09赛季设立全新的德丙联赛后，西南联赛甚至进一步下滑为第六级赛事。

## 历年冠军

### 西南业余联赛
西南业余联赛时期的冠军如下：
| - 1953：欧泡 - 1954：魏泽瑙 - 1955：索伯恩海姆 - 1956：诺曼尼亚普费弗里希海姆 - 1957：哈希亚宾根 - 1958：路德维希港 - 1959：哈希亚宾根 - 1960：凯泽斯劳滕业余队 - 1961：索伯恩海姆 | - 1962：贝尔海姆凤凰 - 1963：兰道 - 1964：和睦巴特克罗伊茨纳赫 - 1965：阿尔森伯恩 - 1966：VfR凯泽斯劳滕 - 1967：路德维希港 - 1968：凯泽斯劳滕业余队 - 1969：兰道 - 1970：弗兰肯塔尔 | - 1971：贝尔海姆凤凰 - 1972：和睦巴特克罗伊茨纳赫 - 1973：和睦巴特克罗伊茨纳赫 - 1974：克劳森 - 1975：和睦巴特克罗伊茨纳赫 - 1976：沃玛蒂亚沃尔姆斯 - 1977：沃玛蒂亚沃尔姆斯 - 1978：美因茨05 |

备注：
- 得以升入更高级别联赛的西南冠军以粗体标记。
- 在1960年，由亚军席费尔斯塔特（德语：FSV Schifferstadt）顶替不具备资格的凯泽斯劳滕业余队升级。
- 在1968年，由亚军施派尔（德语：FV Speyer）顶替不具备资格的凯泽斯劳滕业余队升级。
- 在1978年，哈希亚宾根（第2）、和睦巴特克罗伊茨纳赫（第3）、西南路德维希（德语：Südwest Ludwigshafen）（第4）和凯泽斯劳滕业余队（第5）亦获升入新设立的西南高级联赛。

### 西南协会联赛
| - 19779：维多利亚赫克斯海姆 - 1980：兰茨图尔 - 1981：克劳森 - 1982：酒路新城 - 1983：凯泽斯劳滕业余队 - 1984：比尔肯费尔德 - 1985：克劳森 - 1986：埃登科本 - 1987：维多利亚赫克斯海姆 - 1988：埃登科本 - 1989：盖恩斯海姆 - 1990：豪恩斯泰因 - 1991：维多利亚赫克斯海姆 | - 1992：普费德斯海姆 - 1993：豪恩斯泰因 - 1994：凯泽斯劳滕二队 - 1995：伊达尔-奥伯施泰因 - 1996：红白奥林匹亚阿尔蔡 - 1997：皮尔马森斯 - 1998：沃玛蒂亚沃尔姆斯 - 1999：美因茨05业余队 - 2000：和睦巴特克罗伊茨纳赫 - 2001：因格尔海姆 - 2002：魏因加滕 - 2003：哈希亚宾根 - 2004：梅希特斯海姆 | - 2005：奥格斯海姆足球体育俱乐部 - 2006：霍恩内肯 - 2007：伊达尔-奥伯施泰因 - 2008：下奥尔巴赫 - 2009：哈希亚宾根 - 2010：贡森海姆 - 2011：阿米尼亚路德维希港 - 2012：普费德斯海姆 - 2013：阿米尼亚瓦达尔格斯海姆 - 2014：肖特美因茨 - 2015：皮尔马森斯二队 - 2016：梅希特斯海姆 |

备注：
- 在1994年，亚军哈希亚宾根亦获升级。
- 在2008年，亚军阿米尼亚瓦达尔格斯海姆亦获升级。
- 在2006年，亚军莫尔劳滕（德语：SV Morlautern）亦获升级。